# Trzciniec (gmina Łaziska)
Trzciniec – wieś w Polsce położona w województwie lubelskim, w powiecie opolskim, w gminie Łaziska.
W latach 1975–1998 miejscowość należała administracyjnie do województwa lubelskiego.
Wieś stanowi sołectwo w gminie Łaziska. Według Narodowego Spisu Powszechnego z roku 2011 wieś liczyła 283 mieszkańców.
Od nazwy wsi pochodzi nazwa kultury trzcinieckiej.

## Demografia
| Rok                                                                | 2003 | 2006 | 2007 | 2008 | 2009 | 2010 | 2011 | 2012 | 2013 | 2014 | 2015 |
| ------------------------------------------------------------------ | ---- | ---- | ---- | ---- | ---- | ---- | ---- | ---- | ---- | ---- | ---- |
| Liczba ludności                                                    | 308  | 310  | 310  | 310  | 302  | 290  | 276  | 279  | 279  | 272  | 269  |
| Źródło: Dane własne gminy dotyczące demografii w okresie 2003-2015 |      |      |      |      |      |      |      |      |      |      |      |